# Marcgravia eichleriana
Marcgravia eichleriana là một loài thực vật có hoa trong họ Marcgraviaceae. Loài này được Wittm. mô tả khoa học đầu tiên năm 1878.